# Вбивця (фільм, 2023)
«Вбивця» (англ. The Killer) — американський трилер режисера Девіда Фінчера, знятий за однойменним коміксом Алексіса Ноулента. Фільм вийшов 10 листопада 2023 року на Netflix. Головну роль зіграв Майкл Фассбендер.

## Сюжет
Таємничий майстерний професійний убивця спостерігає за номером паризького готелю. Він готується застрелити зі снайперської гвинтівки неназвану ціль, яка має заселитися у номер. Чекаючи на свою мішень, убивця займається йогою, їсть, слухає The Smiths і розмовляє по телефону зі своїм куратором — Адвокатом, на ім'я Годжес. Убивця розповідає про свою діяльність, наголошуючи на рутинному (навіть нудному) характері своєї роботи, а також про те, що цинізм і відсутність співчуття йдуть на користь його роботі. Зрештою ціль прибуває до готелю в компанії домінантної секс-працівниці. Убивця прицілюється і стріляє, але, попри ретельну методичну підготовку, промахується і випадково вбиває домінатрикс. Він успішно тікає від поліції та летить до Сполучених Штатів, користуючись одним зі своїх численних підроблених паспортів. Він марно намагається зв'язатися з Годжесом.
Убивця повертається до свого будинку у Домініканській Республіці. Він виявляє, що до будинку вдерлися нападники, послані Годжесом, щоб обрубати кінці для примирення з клієнтом. Його дівчина Магдала, яка жила в будинку, ранить одного з нападників ножем, але сама потрапляє в реанімацію. Убивця обіцяє Маркусу, брату дівчини, що «нічого подібного не повториться більше ніколи». Він знаходить таксиста Лео, який допоміг нападникам дістатися його будинку. Лео описує двох пасажирів: надзвичайно м'язистого молодого чоловіка та старшу біловолосу жінку, «схожу на ватну паличку». Убивця безжально стріляє в Лео, інсценуючи пограбування, і залишаючи його тіло в таксі.
Вважаючи, що це Годжес замовив напад на нього, вбивця їде до Нового Орлеану. Він проникає в будівлю під виглядом прибиральника, зв'язує секретарку Годжеса Долорес, знищує електронні записи про їхню спільну роботу та стріляє в Годжеса з пістолета для забивання цвяхів. Убивця намагається вибити з Годжеса імена нападників, але Годжес швидко помирає. Долорес пропонує розкрити особисті дані нападників, які зберігаються в неї в паперових файлах, натомість попросивши, щоб убивця дарував їй швидку смерть без підозрілих обставин, щоб родина могла без проблем отримати її спадщину. Убивця ламає їй шию та скидає її зі сходів.

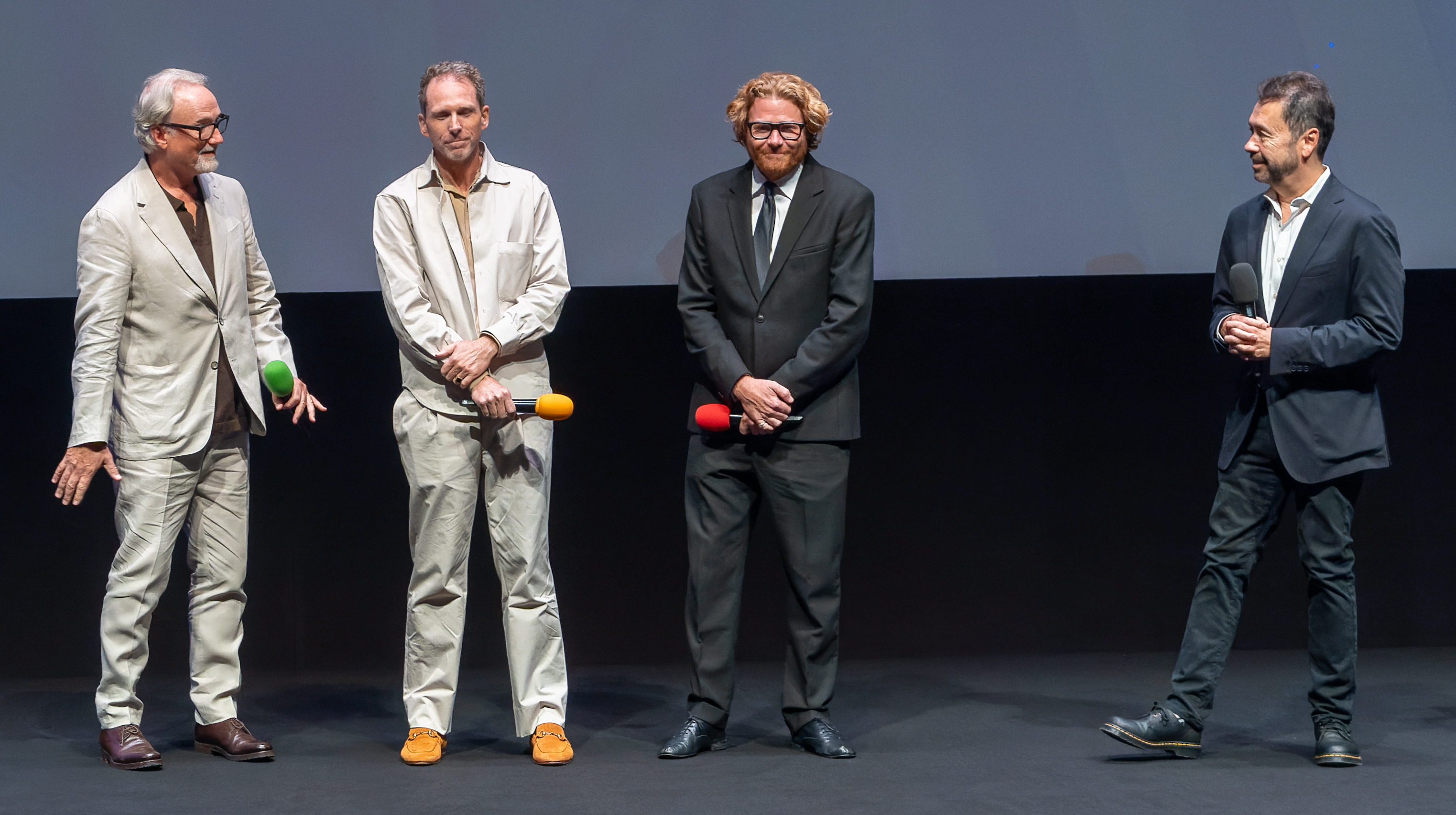
Команда фільму на лондонській прем'єрі, жовтень 2023 року; ліворуч — Девід Фінчер

Убивця їде до міста Сент-Пітерсберг у Флориді, де живе один із нападників. Пізно ввечері він проникає в будинок, обхитривши собаку, але йому не вдається захопити дужого нападника зненацька. Між ними спалахує жорстока бійка. Головний герой зазнає поранення, але йому вдається вбити нападника, після чого він спалює будинок.
Друга нападниця живе в місті Бікен (Нью-Йорк). Убивця відстежує її і планує розстріляти прямо в машині, але в останню хвилину змінює свою думку. Ввечері він сідає за її стіл у вишуканому ресторані і погрожує їй пістолетом. Між ними відбувається розмова про природу життя найманого вбивці. Нападниця вдає, що змирилася з неминучістю своєї смерті. Завершивши вечерю, вони виходять на вулицю. Нападниця падає на землю і просить убивцю допомогти їй підвестися. Натомість убивця стріляє їй в голову, після чого бачить, що та тримала в руці ніж із ресторану.
Убивця їде до Чикаго, де в елітній квартирі живе мільярдер Клейборн, клієнт, який замовив убивство в Парижі. Убивця дотримується свого звичного режиму. Він використовує недорогі знаряддя, придбані на Amazon, щоб клонувати картку-ключ і проникнути до квартири Клейборна. Під прицілом зброї Клейборн розповідає, що користувався послугами найманого вбивці вперше в житті, що у нього немає особистих нарікань і що він не має жодного стосунку до нападу на його дівчину. Ідею «підчистити хвости» запропонував Годжес, і Клейборн погодився заплатити за це додаткові гроші, не розуміючи сповна, що це означає. Убивця лишає Клейборна жити, але запевняє, що коли Клейборн намагатиметься помститися, він може будь-коли вбити його в дуже винахідливий спосіб.
Убивця повертається до Домініканської республіки, де на нього чекає Магдала, яка одужує після нападу.

### Цікаві факти
- Протягом фільму вбивця використовує фальшиві документи на ім'я героїв старих телевізійних серіалів 1970-х років: Фелікс Унгер та Оскар Медісон (обидва з «Дивної парочки»), Арчи Банкер («Усі в родині»), Говард Каннінгем («Щасливі дні»), Лу Ґрант (однойменний серіал).

## У ролях
- Майкл Фассбендер — Вбивця
- Тільда Свінтон — Експерт, нью-йоркська кілерка
- Чарльз Парнелл[en] — Годжес, Адвокат
- Сала Бейкер[en] — Погромник, кілер з Флориди
- Арлісс Ховард[en] — Клейборн, Клієнт
- Софі Шарлотт[en] — Маґдала, дівчина Вбивці

## Виробництво
Робота над проєктом розпочалася у 2021 році. Сценарій написав Ендрю Кевін Вокер, оператором став Ерік Мессершмідт. Головну роль у стрічці зіграв Майкл Фассбендер. Зйомки почалися в листопаді 2021 року в Парижі, пізніше проходили в Домініканській республіці, в Новому Орлеані та в Іллінойсі. Вони закінчилися 28 березня 2022.

## Випуск
Прем'єра фільму відбулася 3 вересня 2023 року на 80-му Венеційському міжнародному кінофестивалі. Фільм вийшов у обмежений кінопрокат 27 жовтня 2023 року, а 10 листопада 2023 року фільм почали транслювати на Netflix. Український переклад створила студія Postmodern.

## Сприйняття
Агрегатор рецензій Rotten Tomatoes: 86 % «свіжості» на основі 217 рецензій, оцінка — 7,4/10. Metacritic: 72 бали на основі 55 оглядів.